# France Industrie
France Industrie, és la principal organització representativa de les empreses manufactureres franceses, agrupant de forma voluntària a unes 71 empreses. L'associació es va crear l'any 2018 i està presidida per Alexandre Saubot.

## Presidents de Confindustria
- 2018 - 2020 Philippe Varin
- 2020 - ? Alexandre Saubot